# Emblema del Giappone
L'emblema del Giappone (日本の国章?, Nippon no Kokushō, Nihon no Kokushō) è un mon utilizzato dalla famiglia imperiale del Giappone. Sotto la costituzione Meiji, a nessuno era concesso utilizzare l'emblema, eccezione fatta per l'imperatore del Giappone. L'emblema è costituito da un crisantemo stilizzato di 16 petali di colore dorato, accompagnati per 16 altri petali posteriori dello stesso colore. Il primo ad utilizzare tale emblema fu l'imperatore Go-Toba (1180 - 1239).
Altre versioni dell'emblema sono un crisantemo stilizzato di 14 petali (per gli altri membri della famiglia imperiale del Giappone) e un crisantemo stilizzato di 16 petali senza i petali posteriori (per gli uffici del governo del Giappone).
Riprendendo una tradizione storica risalente a Nichiren, ripresa dopo il periodo Meiji, l'emblema è riportato anche sulle vesti liturgiche dei monaci buddhisti della Nichiren-shū in tutto il mondo.

## Stendardi imperiali
|  | Stendardo dell'Imperatore Regnante (天皇?, Tennō). Crisantemo a sedici petali doppi dorato in campo rosso. Bandiera in broccato seta. |
|  | Stendardo dell'Imperatore Emerito (太上天皇?, Dajō Tennō). Crisantemo a sedici petali doppi dorato in campo cremisi. Bandiera in broccato di seta. |
|  | Stendardo dell'Imperatrice Consorte (皇后?, Kōgō), dell'Imperatrice Vedova (皇太后?, Kōtaigō), della Grande Imperatrice Vedova (太皇太后?, Taikōtaigō) e dell'Imperatrice Emerita (上皇后?, Jōkōgō). Crisantemo a sedici petali doppi dorato in campo rosso. Gagliardetto in broccato di seta.                   |
|  | Stendardo del Reggente (摂政?, Sesshō). Crisantemo a sedici petali doppi dorato in campo rosso bordato di bianco. Bandiera in broccato di seta. |
|  | Stendardo del Figlio Imperiale Ereditario (皇太子?, Kōtaishi) e del Nipote Imperiale Ereditario (皇太孫?, Kōtaison). Crisantemo a sedici petali doppi dorato in campo rosso orlato di bianco. Bandiera in broccato di seta.                                                                                      |
|  | Stendardo della Consorte del Figlio Imperiale Ereditario (皇太子妃?, Kōtaishihi) e della Consorte del Nipote Imperiale Ereditario (皇太孫妃?, Kōtaisonhi). Crisantemo a sedici petali doppi dorato in campo rosso orlato di bianco. Gagliardetto in broccato di seta.                                            |
|  | Stendardo del Principe Ereditario (皇嗣?, Kōshi) se non è il figlio o il nipote dell'Imperatore Regnante. Crisantemo a sedici petali doppi dorato in campo bianco orlato e bordato di rosso. Bandiera in broccato di seta.                                                                                       |
|  | Stendardo dei Principi (親王?, Shinnō e 王?, Ō), delle Principesse (内親王?, Naishinnō e 女王?, Joō) e delle Principesse Consorti (親王妃?, Shinnōhi e 王妃?, Ōhi) appartenenti alla Famiglia Imperiale. Crisantemo a sedici petali doppi dorato in campo bianco bordato di rosso. Bandiera in broccato di seta. |

## Rami cadetti della famiglia imperiale
I rami attualmente presenti nella Famiglia Imperiale sono evidenziati con uno sfondo verde.
| Ramo della famiglia imperiale | Nome giapponese | Mon |
| ----------------------------- | --------------- | --- |
| Iwakura no Miya               | 岩倉宮          |     |
| Yotsutsuji no Miya            | 四辻宮          |     |
| Hayata no Miya                | 早田宮          |     |
| Itsutsuji no Miya             | 五辻宮          |     |
| Tokiwai no Miya               | 常盤井宮        |     |
| Kidera no Miya                | 木寺宮          |     |
| Hanamachi no Miya             | 花町宮          |     |
| Tsuchimikado no Miya          | 土御門宮        |     |
| Goshōin no Miya               | 護聖院宮        |     |
| Tamagawa no Miya              | 玉川宮          |     |
| Ogura no Miya                 | 小倉宮          |     |
| Ogawa no Miya                 | 小川宮          |     |
| Arisugawa no Miya             | 有栖川宮        |     |
| Kachō no Miya                 | 華頂宮          |     |
| Komatsu no Miya               | 小松宮          |     |
| Fushimi no Miya               | 伏見宮          |     |
| Kan'in no Miya                | 閑院宮          |     |
| Yamashina no Miya             | 山階宮          |     |
| Kitashirakawa no Miya         | 北白川宮        |     |
| Nashimoto no Miya             | 梨本宮          |     |
| Kuni no Miya                  | 久邇宮          |     |
| Kaya no Miya                  | 賀陽宮          |     |
| Higashifushimi no Miya        | 東伏見宮        |     |
| Takeda no Miya                | 竹田宮          |     |
| Asaka no Miya                 | 朝香宮          |     |
| Higashikuni no Miya           | 東久邇宮        |     |
| Chichibu no Miya              | 秩父宮          |     |
| Takamtsu no Miya              | 高松宮          |     |
| Katsura no Miya               | 桂宮            |     |
| Takamado no Miya              | 高円宮          |     |
| Mikasa no Miya                | 三笠宮          |     |
| Hitachi no Miya               | 常陸宮          |     |
| Akishino no Miya              | 秋篠宮          |     |